# Bélgica en la Copa Mundial de Fútbol de 2022
La selección de Bélgica fue uno de los treinta y dos equipos participantes en la Copa Mundial de Fútbol de 2022, torneo que se llevó a cabo del 20 de noviembre al 18 de diciembre en Catar.
Fue la decimocuarta participación de Bélgica, formó parte del Grupo F, junto a Croacia, Canadá y Marruecos.

## Clasificación
La selección de Bélgica inició su camino al mundial desde la primera ronda de la clasificación europea. Debido a la pandemia de covid-19 en 2020 no se disputó ningún partido, comenzó en marzo de 2021 con los encuentros correspondientes a la fase de grupos. Al terminar en el primer lugar del Grupo E clasificó de manera directa a la Copa Mundial.

### Tabla de posiciones
| Selección       | Pts. | PJ | PG | PE | PP | GF | GC | Dif |
| --------------- | ---- | -- | -- | -- | -- | -- | -- | --- |
| Bélgica         | 20   | 8  | 6  | 2  | 0  | 25 | 6  | 19  |
| Gales           | 15   | 8  | 4  | 3  | 1  | 14 | 9  | 5   |
| República Checa | 14   | 8  | 4  | 2  | 2  | 14 | 9  | 5   |
| Estonia         | 4    | 8  | 1  | 1  | 6  | 9  | 21 | –12 |
| Bielorrusia     | 3    | 8  | 1  | 0  | 7  | 7  | 24 | –17 |

|  | Clasificado a la Copa Mundial. |
|  | Clasificado a los play-offs.   |

### Partidos
| Fecha                   | Lugar    | Jornada                  | Local           | Resultado | Visitante       |
| ----------------------- | -------- | ------------------------ | --------------- | --------- | --------------- |
| 24 de marzo de 2021     | Lovaina  | Primera ronda - Fecha 1  | Bélgica         | 3:1 (2:1) | Gales           |
| 27 de marzo de 2021     | Praga    | Primera ronda - Fecha 2  | República Checa | 1:1 (0:0) | Bélgica         |
| 30 de marzo de 2021     | Lovaina  | Primera ronda - Fecha 3  | Bélgica         | 8:0 (4:0) | Bielorrusia     |
| 2 de septiembre de 2021 | Tallin   | Primera ronda - Fecha 4  | Estonia         | 2:5 (1:2) | Bélgica         |
| 5 de septiembre de 2021 | Bruselas | Primera ronda - Fecha 5  | Bélgica         | 3:0 (2:0) | República Checa |
| 8 de septiembre de 2021 | Kazán    | Primera ronda - Fecha 6  | Bielorrusia     | 0:1 (0:1) | Bélgica         |
| 13 de noviembre de 2021 | Bruselas | Primera ronda - Fecha 9  | Bélgica         | 3:1 (1:0) | Estonia         |
| 16 de noviembre de 2021 | Cardiff  | Primera ronda - Fecha 10 | Gales           | 1:1 (1:1) | Bélgica         |

## Preparación

### Amistosos previos
| 26 de marzo de 2022 | Irlanda                   | 2:2 (1:1) | Bélgica                       | Aviva Stadium, Dublín                                  |                                                        |
| 19:00 (UTC+1)       | - Ogbene 35' - Browne 85' | Reporte   | - Batshuayi 12' - Vanaken 58' | Asistencia: 48 808 espectadores Árbitro(s): Nick Walsh | Asistencia: 48 808 espectadores Árbitro(s): Nick Walsh |

| 29 de marzo de 2022 | Bélgica                                    | 3:0 (2:0) | Burkina Faso | Lotto Park, Anderlecht    |                           |
| 20:45 (UTC+2)       | - Vanaken 16' - Trossard 18' - Benteke 75' | Reporte   |              | Árbitro(s): Dennis Higler | Árbitro(s): Dennis Higler |

| 18 de noviembre de 2022 | Bélgica    | 1:2 (1:1) | Egipto                        | Estadio Internacional Jaber Al-Ahmad, Kuwait |                        |
| 18:00 (UTC+3)           | Openda 76' | Reporte   | - Mohamed 33' - Trézéguet 46' | Árbitro(s): Ali Shaban                       | Árbitro(s): Ali Shaban |

### Partidos oficiales
| 3 de junio de 2022 | Bélgica           | 1:4 (0:1) | Países Bajos                                   | Estadio Rey Balduino, Bruselas                                                        |                                                                                       |
| 20:45 (UTC+2)      | - Batshuayi 90+3' | Reporte   | - Bergwijn 40' - Depay 51', 65' - Dumfries 61' | Asistencia: 38 327 espectadores Árbitro(s): Sánchez Martínez VAR: Hernández Hernández | Asistencia: 38 327 espectadores Árbitro(s): Sánchez Martínez VAR: Hernández Hernández |

| 8 de junio de 2022 | Bélgica                                                                          | 6:1 (1:1) | Polonia           | Estadio Rey Balduino, Bruselas                                                 |                                                                                |
| 20:45 (UTC+2)      | - Witsel 42' - De Bruyne 59' - Trossard 73', 80' - Dendoncker 83' - Openda 90+3' | Reporte   | - Lewandowski 28' | Asistencia: 27 409 espectadores Árbitro(s): Ivan Kružliak VAR: Bastian Dankert | Asistencia: 27 409 espectadores Árbitro(s): Ivan Kružliak VAR: Bastian Dankert |

| 11 de junio de 2022 | Gales         | 1:1 (0:0) | Bélgica         | Cardiff City Stadium, Cardiff                                                 |                                                                               |
| 20:45 (UTC+2)       | - Johnson 86' | Reporte   | - Tielemans 51' | Asistencia: 27 188 espectadores Árbitro(s): Benoît Bastien VAR: Benoît Millot | Asistencia: 27 188 espectadores Árbitro(s): Benoît Bastien VAR: Benoît Millot |

| 14 de junio de 2022 | Polonia | 0:1 (0:1) | Bélgica         | Estadio Nacional, Varsovia                                                 |                                                                            |
| 20:45 (UTC+2)       |         | Reporte   | - Batshuayi 16' | Asistencia: 56 803 espectadores Árbitro(s): Irfan Peljto VAR: Paolo Valeri | Asistencia: 56 803 espectadores Árbitro(s): Irfan Peljto VAR: Paolo Valeri |

| 22 de septiembre de 2022 | Bélgica                         | 2:1 (2:0) | Gales     | Estadio Rey Balduino, Bruselas                                               |                                                                              |
| 20:45 (UTC+2)            | - De Bruyne 10' - Batshuayi 37' | Reporte   | Moore 50' | Asistencia: 28 463 espectadores Árbitro(s): Ali Palabıyık VAR: Mete Kalkavan | Asistencia: 28 463 espectadores Árbitro(s): Ali Palabıyık VAR: Mete Kalkavan |

| 25 de septiembre de 2022 | Países Bajos | 1:0 (0:0) | Bélgica | Johan Cruyff Arena, Ámsterdam                                                  |                                                                                |
| 20:45 (UTC+2)            | Van Dijk 73' | Reporte   |         | Asistencia: 52 314 espectadores Árbitro(s): Anthony Taylor VAR: Stuart Attwell | Asistencia: 52 314 espectadores Árbitro(s): Anthony Taylor VAR: Stuart Attwell |

## Plantel

### Lista de convocados
Entrenador:  Roberto Martínez
La lista final fue anunciada el 10 de noviembre de 2022.
| No. | Pos. | Jugador              | Fecha de nacimiento (edad)         | Apa. | Goles | Club                         |
| --- | ---- | -------------------- | ---------------------------------- | ---- | ----- | ---------------------------- |
| 1   | POR  | Thibaut Courtois     | 11 de mayo de 1992 (30 años)       | 97   | 0     | Real Madrid C. F.            |
| 2   | DEF  | Toby Alderweireld    | 2 de marzo de 1989 (33 años)       | 124  | 5     | Royal Antwerp F. C.          |
| 3   | DEF  | Arthur Theate        | 25 de mayo de 2000 (22 años)       | 4    | 0     | Stade Rennes F. C.           |
| 4   | DEF  | Wout Faes            | 3 de abril de 1998 (24 años)       | 1    | 0     | Leicester City F. C.         |
| 5   | DEF  | Jan Vertonghen       | 24 de abril de 1987 (35 años)      | 142  | 9     | R. S. C. Anderlecht          |
| 6   | MED  | Axel Witsel          | 12 de enero de 1989 (33 años)      | 127  | 12    | Club Atlético de Madrid      |
| 7   | MED  | Kevin De Bruyne      | 28 de junio de 1991 (31 años)      | 94   | 25    | Manchester City F. C.        |
| 8   | MED  | Youri Tielemans      | 7 de mayo de 1997 (25 años)        | 55   | 5     | Leicester City F. C.         |
| 9   | DEL  | Romelu Lukaku        | 13 de mayo de 1993 (29 años)       | 102  | 68    | Inter de Milán               |
| 10  | DEL  | Eden Hazard          | 7 de enero de 1991 (31 años)       | 123  | 33    | Real Madrid C. F.            |
| 11  | DEL  | Yannick Carrasco     | 4 de septiembre de 1993 (29 años)  | 60   | 8     | Club Atlético de Madrid      |
| 12  | POR  | Simon Mignolet       | 6 de marzo de 1988 (34 años)       | 35   | 0     | Club Brujas                  |
| 13  | POR  | Koen Casteels        | 25 de junio de 1992 (30 años)      | 4    | 0     | V. f. L. Wolfsburgo          |
| 14  | DEL  | Dries Mertens        | 6 de mayo de 1987 (35 años)        | 107  | 21    | Galatasaray S. K.            |
| 15  | DEF  | Thomas Meunier       | 12 de septiembre de 1991 (31 años) | 59   | 8     | Borussia Dortmund            |
| 16  | MED  | Thorgan Hazard       | 29 de marzo de 1993 (29 años)      | 45   | 9     | Borussia Dortmund            |
| 17  | DEL  | Leandro Trossard     | 4 de diciembre de 1994 (27 años)   | 21   | 5     | Brighton & Hove Albion F. C. |
| 18  | MED  | Amadou Onana         | 16 de agosto de 2001 (21 años)     | 2    | 0     | Everton F. C.                |
| 19  | DEF  | Leander Dendoncker   | 15 de abril de 1995 (27 años)      | 29   | 1     | Aston Villa F. C.            |
| 20  | MED  | Hans Vanaken         | 24 de agosto de 1992 (30 años)     | 23   | 5     | Club Brujas                  |
| 21  | MED  | Timothy Castagne     | 5 de diciembre de 1995 (26 años)   | 26   | 2     | Leicester City F. C.         |
| 22  | DEL  | Charles De Ketelaere | 10 de marzo de 2001 (21 años)      | 10   | 1     | A. C. Milan                  |
| 23  | DEL  | Michy Batshuayi      | 2 de octubre de 1993 (29 años)     | 48   | 26    | Fenerbahçe S. K.             |
| 24  | DEL  | Loïs Openda          | 16 de febrero de 2000 (22 años)    | 5    | 2     | R. C. Lens                   |
| 25  | DEL  | Jérémy Doku          | 27 de mayo de 2002 (20 años)       | 11   | 2     | Stade Rennes F. C.           |
| 26  | DEF  | Zeno Debast          | 24 de octubre de 2003 (19 años)    | 3    | 0     | Royal Antwerp F. C.          |

## Participación
- Los horarios son correspondientes a la hora local de Catar (UTC+3).

### Partidos
| Fecha           | Lugar | Instancia      | Local   |                    | Resultado |                      | Visitante |
| --------------- | ----- | -------------- | ------- | ------------------ | --------- | -------------------- | --------- |
| 23 de noviembre | Rayán | Fase de grupos | Bélgica | Bandera de Bélgica | 1:0 (1:0) | Bandera de Canadá    | Canadá    |
| 27 de noviembre | Doha  | Fase de grupos | Bélgica | Bandera de Bélgica | 0:2 (0:0) | Bandera de Marruecos | Marruecos |
| 1 de diciembre  | Rayán | Fase de grupos | Croacia | Bandera de Croacia | 0:0       | Bandera de Bélgica   | Bélgica   |

### Fase de grupos - Grupo F
| Selección | Pts | PJ | PG | PE | PP | GF | GC | Dif |
| --------- | --- | -- | -- | -- | -- | -- | -- | --- |
| Marruecos | 7   | 3  | 2  | 1  | 0  | 4  | 1  | +3  |
| Croacia   | 5   | 3  | 1  | 2  | 0  | 4  | 1  | +3  |
| Bélgica   | 4   | 3  | 1  | 1  | 1  | 1  | 2  | –1  |
| Canadá    | 0   | 3  | 0  | 0  | 3  | 2  | 7  | –5  |

|  | Clasificados a los octavos de final. |

#### Bélgica vs. Canadá
| 23 de noviembre | Bélgica       | 1:0 (1:0) | Canadá | Estadio Áhmad bin Ali, Rayán                                             |                                                                          |
| 22:00           | Batshuayi 44' | Reporte   |        | Asistencia: 40 432 espectadores Árbitro(s): Janny Sikazwe VAR: Juan Soto | Asistencia: 40 432 espectadores Árbitro(s): Janny Sikazwe VAR: Juan Soto |

| 1          | Guardameta     | Thibaut Courtois   |     |
| 19         | Defensa        | Leander Dendoncker |     |
| 2          | Defensa        | Toby Alderweireld  |     |
| 5          | Defensa        | Jan Vertonghen     |     |
| 21         | Centrocampista | Timothy Castagne   |     |
| 8          | Centrocampista | Youri Tielemans    | 46' |
| 6          | Centrocampista | Axel Witsel        |     |
| 11         | Centrocampista | Yannick Carrasco   | 46' |
| 7          | Delantero      | Kevin De Bruyne    |     |
| 23         | Delantero      | Michy Batshuayi    | 78' |
| 10         | Delantero      | Eden Hazard        | 62' |
| Entrenador | Entrenador     | Roberto Martínez   |     |

| 18         | Guardameta     | Milan Borjan      |     |
| 2          | Defensa        | Alistair Johnston |     |
| 5          | Defensa        | Steven Vitória    |     |
| 4          | Defensa        | Kamal Miller      |     |
| 21         | Centrocampista | Richie Laryea     | 74' |
| 13         | Centrocampista | Atiba Hutchinson  | 58' |
| 7          | Centrocampista | Stephen Eustáquio | 81' |
| 19         | Centrocampista | Alphonso Davies   |     |
| 11         | Delantero      | Tajon Buchanan    | 81' |
| 20         | Delantero      | Jonathan David    |     |
| 10         | Delantero      | Junior Hoilett    | 58' |
| Entrenador | Entrenador     | John Herdman      |     |

| 15 | Defensa        | Thomas Meunier   | 46' |
| 18 | Centrocampista | Amadou Onana     | 46' |
| 17 | Delantero      | Leandro Trossard | 62' |
| 24 | Delantero      | Loïs Openda      | 78' |

| 17 | Delantero      | Cyle Larin      | 58' |
| 15 | Centrocampista | Ismaël Koné     | 58' |
| 3  | Defensa        | Sam Adekugbe    | 74' |
| 21 | Centrocampista | Jonathan Osorio | 81' |
| 23 | Centrocampista | Liam Millar     | 81' |

| Anotado | 44' | Michy Batshuayi | 1–0 |

| Amonestado | 9'  | Yannick Carrasco |
| Amonestado | 53' | Thomas Meunier   |
| Amonestado | 56' | Amadou Onana     |

| Amonestado | 81' | Alphonso Davies   |
| Amonestado | 83' | Alistair Johnston |

| Árbitro             | Janny Sikazwe       |
| Árbitros asistentes | Jerson dos Santos   |
| Árbitros asistentes | Arsénio Marrengula  |
| Cuarto árbitro      | Yoshimi Yamashita   |
| Quinto árbitro      | Neuza Back          |
| VAR                 | Juan Soto           |
| Adicionales VAR     | Nicolás Gallo       |
| Adicionales VAR     | Mokrane Gourari     |
| Adicionales VAR     | Massimiliano Irrati |
| Adicionales VAR     | Abdelhak Etchiali   |

| 1          | Guardameta     | Thibaut Courtois   |     |
| 19         | Defensa        | Leander Dendoncker |     |
| 2          | Defensa        | Toby Alderweireld  |     |
| 5          | Defensa        | Jan Vertonghen     |     |
| 21         | Centrocampista | Timothy Castagne   |     |
| 8          | Centrocampista | Youri Tielemans    | 46' |
| 6          | Centrocampista | Axel Witsel        |     |
| 11         | Centrocampista | Yannick Carrasco   | 46' |
| 7          | Delantero      | Kevin De Bruyne    |     |
| 23         | Delantero      | Michy Batshuayi    | 78' |
| 10         | Delantero      | Eden Hazard        | 62' |
| Entrenador | Entrenador     | Roberto Martínez   |     |

| 18         | Guardameta     | Milan Borjan      |     |
| 2          | Defensa        | Alistair Johnston |     |
| 5          | Defensa        | Steven Vitória    |     |
| 4          | Defensa        | Kamal Miller      |     |
| 21         | Centrocampista | Richie Laryea     | 74' |
| 13         | Centrocampista | Atiba Hutchinson  | 58' |
| 7          | Centrocampista | Stephen Eustáquio | 81' |
| 19         | Centrocampista | Alphonso Davies   |     |
| 11         | Delantero      | Tajon Buchanan    | 81' |
| 20         | Delantero      | Jonathan David    |     |
| 10         | Delantero      | Junior Hoilett    | 58' |
| Entrenador | Entrenador     | John Herdman      |     |

| 15 | Defensa        | Thomas Meunier   | 46' |
| 18 | Centrocampista | Amadou Onana     | 46' |
| 17 | Delantero      | Leandro Trossard | 62' |
| 24 | Delantero      | Loïs Openda      | 78' |

| 17 | Delantero      | Cyle Larin      | 58' |
| 15 | Centrocampista | Ismaël Koné     | 58' |
| 3  | Defensa        | Sam Adekugbe    | 74' |
| 21 | Centrocampista | Jonathan Osorio | 81' |
| 23 | Centrocampista | Liam Millar     | 81' |

| Anotado | 44' | Michy Batshuayi | 1–0 |

| Amonestado | 9'  | Yannick Carrasco |
| Amonestado | 53' | Thomas Meunier   |
| Amonestado | 56' | Amadou Onana     |

| Amonestado | 81' | Alphonso Davies   |
| Amonestado | 83' | Alistair Johnston |

| Árbitro             | Janny Sikazwe       |
| Árbitros asistentes | Jerson dos Santos   |
| Árbitros asistentes | Arsénio Marrengula  |
| Cuarto árbitro      | Yoshimi Yamashita   |
| Quinto árbitro      | Neuza Back          |
| VAR                 | Juan Soto           |
| Adicionales VAR     | Nicolás Gallo       |
| Adicionales VAR     | Mokrane Gourari     |
| Adicionales VAR     | Massimiliano Irrati |
| Adicionales VAR     | Abdelhak Etchiali   |

| \| Estadísticas \| \| \| \| Tiros \| 9 \| 22 \| \| Tiros a puerta \| 3 \| 3 \| \| Faltas \| 11 \| 14 \| \| Saques de esquina \| 4 \| 4 \| \| Penaltis \| 0 \| 1 \| \| Fueras de juego \| 0 \| 1 \| \| Posesión de balón \| 54% \| 46% \| | Alineación inicial |                   |
| Estadísticas | Bandera de Bélgica | Bandera de Canadá |
| Tiros | 9                  | 22                |
| Tiros a puerta | 3                  | 3                 |
| Faltas | 11                 | 14                |
| Saques de esquina | 4                  | 4                 |
| Penaltis | 0                  | 1                 |
| Fueras de juego | 0                  | 1                 |
| Posesión de balón | 54%                | 46%               |

#### Bélgica vs. Marruecos
| 27 de noviembre | Bélgica | 0:2 (0:0) | Marruecos                     | Estadio Al Thumama, Doha                                                       |                                                                                |
| 16:00           |         | Reporte   | - Saïss 73' - Aboukhlal 90+2' | Asistencia: 43 738 espectadores Árbitro(s): César Ramos VAR: Fernando Guerrero | Asistencia: 43 738 espectadores Árbitro(s): César Ramos VAR: Fernando Guerrero |

| 1          | Guardameta     | Thibaut Courtois  |     |
| 15         | Defensa        | Thomas Meunier    | 81' |
| 2          | Defensa        | Toby Alderweireld |     |
| 5          | Defensa        | Jan Vertonghen    |     |
| 21         | Centrocampista | Timothy Castagne  |     |
| 18         | Centrocampista | Amadou Onana      | 60' |
| 6          | Centrocampista | Axel Witsel       |     |
| 16         | Centrocampista | Thorgan Hazard    | 74' |
| 7          | Delantero      | Kevin De Bruyne   |     |
| 23         | Delantero      | Michy Batshuayi   | 75' |
| 10         | Delantero      | Eden Hazard       | 61' |
| Entrenador | Entrenador     | Roberto Martínez  |     |

| 12         | Guardameta     | Munir Mohamedi    |     |
| 2          | Defensa        | Achraf Hakimi     | 68' |
| 5          | Defensa        | Nayef Aguerd      |     |
| 6          | Defensa        | Romain Saïss      |     |
| 3          | Defensa        | Noussair Mazraoui |     |
| 8          | Centrocampista | Azzedine Ounahi   | 78' |
| 4          | Centrocampista | Sofyan Amrabat    |     |
| 15         | Centrocampista | Selim Amallah     | 68' |
| 7          | Delantero      | Hakim Ziyech      |     |
| 19         | Delantero      | Youssef En-Nesyri | 73' |
| 17         | Delantero      | Sofiane Boufal    | 73' |
| Entrenador | Entrenador     | Walid Regragui    |     |

| 8  | Centrocampista | Youri Tielemans      | 60' |
| 14 | Delantero      | Dries Mertens        | 61' |
| 17 | Delantero      | Leandro Trossard     | 74' |
| 22 | Delantero      | Charles De Ketelaere | 75' |
| 9  | Delantero      | Romelu Lukaku        | 81' |

| 25 | Defensa        | Yahia Attiyat Allah  | 68' |
| 11 | Delantero      | Abdelhamid Sabiri    | 68' |
| 14 | Centrocampista | Zakaria Aboukhlal    | 73' |
| 9  | Delantero      | Abderrazak Hamdallah | 73' |
| 18 | Defensa        | Jawad El Yamiq       | 78' |

| Anotado | 73'   | Romain Saïss      | 0–1 |
| Anotado | 90+2' | Zakaria Aboukhlal | 0–2 |

| Amonestado | 29' | Amadou Onana |

| Amonestado | 90+5' | Abdelhamid Sabiri |

| Árbitro             | César Ramos        |
| Árbitros asistentes | Alberto Morín      |
| Árbitros asistentes | Miguel Hernández   |
| Cuarto árbitro      | Yoshimi Yamashita  |
| Quinto árbitro      | Neuza Back         |
| VAR                 | Fernando Guerrero  |
| Adicionales VAR     | Nicolás Gallo      |
| Adicionales VAR     | Kathryn Nesbitt    |
| Adicionales VAR     | Armando Villarreal |
| Adicionales VAR     | Kyle Atkins        |

| 1          | Guardameta     | Thibaut Courtois  |     |
| 15         | Defensa        | Thomas Meunier    | 81' |
| 2          | Defensa        | Toby Alderweireld |     |
| 5          | Defensa        | Jan Vertonghen    |     |
| 21         | Centrocampista | Timothy Castagne  |     |
| 18         | Centrocampista | Amadou Onana      | 60' |
| 6          | Centrocampista | Axel Witsel       |     |
| 16         | Centrocampista | Thorgan Hazard    | 74' |
| 7          | Delantero      | Kevin De Bruyne   |     |
| 23         | Delantero      | Michy Batshuayi   | 75' |
| 10         | Delantero      | Eden Hazard       | 61' |
| Entrenador | Entrenador     | Roberto Martínez  |     |

| 12         | Guardameta     | Munir Mohamedi    |     |
| 2          | Defensa        | Achraf Hakimi     | 68' |
| 5          | Defensa        | Nayef Aguerd      |     |
| 6          | Defensa        | Romain Saïss      |     |
| 3          | Defensa        | Noussair Mazraoui |     |
| 8          | Centrocampista | Azzedine Ounahi   | 78' |
| 4          | Centrocampista | Sofyan Amrabat    |     |
| 15         | Centrocampista | Selim Amallah     | 68' |
| 7          | Delantero      | Hakim Ziyech      |     |
| 19         | Delantero      | Youssef En-Nesyri | 73' |
| 17         | Delantero      | Sofiane Boufal    | 73' |
| Entrenador | Entrenador     | Walid Regragui    |     |

| 8  | Centrocampista | Youri Tielemans      | 60' |
| 14 | Delantero      | Dries Mertens        | 61' |
| 17 | Delantero      | Leandro Trossard     | 74' |
| 22 | Delantero      | Charles De Ketelaere | 75' |
| 9  | Delantero      | Romelu Lukaku        | 81' |

| 25 | Defensa        | Yahia Attiyat Allah  | 68' |
| 11 | Delantero      | Abdelhamid Sabiri    | 68' |
| 14 | Centrocampista | Zakaria Aboukhlal    | 73' |
| 9  | Delantero      | Abderrazak Hamdallah | 73' |
| 18 | Defensa        | Jawad El Yamiq       | 78' |

| Anotado | 73'   | Romain Saïss      | 0–1 |
| Anotado | 90+2' | Zakaria Aboukhlal | 0–2 |

| Amonestado | 29' | Amadou Onana |

| Amonestado | 90+5' | Abdelhamid Sabiri |

| Árbitro             | César Ramos        |
| Árbitros asistentes | Alberto Morín      |
| Árbitros asistentes | Miguel Hernández   |
| Cuarto árbitro      | Yoshimi Yamashita  |
| Quinto árbitro      | Neuza Back         |
| VAR                 | Fernando Guerrero  |
| Adicionales VAR     | Nicolás Gallo      |
| Adicionales VAR     | Kathryn Nesbitt    |
| Adicionales VAR     | Armando Villarreal |
| Adicionales VAR     | Kyle Atkins        |

| \| Estadísticas \| \| \| \| Tiros \| 10 \| 10 \| \| Tiros a puerta \| 3 \| 4 \| \| Faltas \| 10 \| 14 \| \| Saques de esquina \| 9 \| 1 \| \| Penaltis \| 0 \| 0 \| \| Fueras de juego \| 3 \| 3 \| \| Posesión de balón \| 67% \| 33% \| | Alineación inicial |                      |
| Estadísticas | Bandera de Bélgica | Bandera de Marruecos |
| Tiros | 10                 | 10                   |
| Tiros a puerta | 3                  | 4                    |
| Faltas | 10                 | 14                   |
| Saques de esquina | 9                  | 1                    |
| Penaltis | 0                  | 0                    |
| Fueras de juego | 3                  | 3                    |
| Posesión de balón | 67%                | 33%                  |

#### Croacia vs. Bélgica
| 1 de diciembre | Croacia | 0:0     | Bélgica | Estadio Áhmad bin Ali, Rayán                                                |                                                                             |
| 18:00          |         | Reporte |         | Asistencia: 43 984 espectadores Árbitro(s): Anthony Taylor VAR: Marco Fritz | Asistencia: 43 984 espectadores Árbitro(s): Anthony Taylor VAR: Marco Fritz |

| 1          | Guardameta     | Dominik Livaković |       |
| 22         | Defensa        | Josip Juranović   |       |
| 6          | Defensa        | Dejan Lovren      |       |
| 20         | Defensa        | Joško Gvardiol    |       |
| 19         | Defensa        | Borna Sosa        |       |
| 10         | Centrocampista | Luka Modrić       |       |
| 11         | Centrocampista | Marcelo Brozović  |       |
| 8          | Centrocampista | Mateo Kovačić     | 90+2' |
| 9          | Delantero      | Andrej Kramarić   | 64'   |
| 14         | Delantero      | Marko Livaja      | 64'   |
| 4          | Delantero      | Ivan Perišić      |       |
| Entrenador | Entrenador     | Zlatko Dalić      |       |

| 1          | Guardameta     | Thibaut Courtois   |     |
| 19         | Defensa        | Leander Dendoncker | 72' |
| 2          | Defensa        | Toby Alderweireld  |     |
| 5          | Defensa        | Jan Vertonghen     |     |
| 15         | Centrocampista | Thomas Meunier     | 87' |
| 7          | Centrocampista | Kevin De Bruyne    |     |
| 6          | Centrocampista | Axel Witsel        |     |
| 21         | Centrocampista | Timothy Castagne   |     |
| 17         | Delantero      | Leandro Trossard   | 59' |
| 14         | Delantero      | Dries Mertens      | 46' |
| 11         | Delantero      | Yannick Carrasco   | 72' |
| Entrenador | Entrenador     | Roberto Martínez   |     |

| 15 | Centrocampista | Mario Pašalić  | 64'   |
| 16 | Delantero      | Bruno Petković | 64'   |
| 7  | Centrocampista | Lovro Majer    | 90+2' |

| 9  | Delantero      | Romelu Lukaku   | 46' |
| 16 | Centrocampista | Thorgan Hazard  | 59' |
| 25 | Delantero      | Jérémy Doku     | 72' |
| 8  | Centrocampista | Youri Tielemans | 72' |
| 10 | Centrocampista | Eden Hazard     | 87' |

| Amonestado | 66' | Leander Dendoncker |

| Árbitro             | Anthony Taylor     |
| Árbitros asistentes | Gary Beswick       |
| Árbitros asistentes | Adam Nunn          |
| Cuarto árbitro      | István Kovács      |
| Quinto árbitro      | Ovidiu Artene      |
| VAR                 | Marco Fritz        |
| Adicionales VAR     | Tomasz Kwiatkowski |
| Adicionales VAR     | Rafael Foltyn      |
| Adicionales VAR     | Benoît Millot      |
| Adicionales VAR     | Jan Seidel         |

| 1          | Guardameta     | Dominik Livaković |       |
| 22         | Defensa        | Josip Juranović   |       |
| 6          | Defensa        | Dejan Lovren      |       |
| 20         | Defensa        | Joško Gvardiol    |       |
| 19         | Defensa        | Borna Sosa        |       |
| 10         | Centrocampista | Luka Modrić       |       |
| 11         | Centrocampista | Marcelo Brozović  |       |
| 8          | Centrocampista | Mateo Kovačić     | 90+2' |
| 9          | Delantero      | Andrej Kramarić   | 64'   |
| 14         | Delantero      | Marko Livaja      | 64'   |
| 4          | Delantero      | Ivan Perišić      |       |
| Entrenador | Entrenador     | Zlatko Dalić      |       |

| 1          | Guardameta     | Thibaut Courtois   |     |
| 19         | Defensa        | Leander Dendoncker | 72' |
| 2          | Defensa        | Toby Alderweireld  |     |
| 5          | Defensa        | Jan Vertonghen     |     |
| 15         | Centrocampista | Thomas Meunier     | 87' |
| 7          | Centrocampista | Kevin De Bruyne    |     |
| 6          | Centrocampista | Axel Witsel        |     |
| 21         | Centrocampista | Timothy Castagne   |     |
| 17         | Delantero      | Leandro Trossard   | 59' |
| 14         | Delantero      | Dries Mertens      | 46' |
| 11         | Delantero      | Yannick Carrasco   | 72' |
| Entrenador | Entrenador     | Roberto Martínez   |     |

| 15 | Centrocampista | Mario Pašalić  | 64'   |
| 16 | Delantero      | Bruno Petković | 64'   |
| 7  | Centrocampista | Lovro Majer    | 90+2' |

| 9  | Delantero      | Romelu Lukaku   | 46' |
| 16 | Centrocampista | Thorgan Hazard  | 59' |
| 25 | Delantero      | Jérémy Doku     | 72' |
| 8  | Centrocampista | Youri Tielemans | 72' |
| 10 | Centrocampista | Eden Hazard     | 87' |

| Amonestado | 66' | Leander Dendoncker |

| Árbitro             | Anthony Taylor     |
| Árbitros asistentes | Gary Beswick       |
| Árbitros asistentes | Adam Nunn          |
| Cuarto árbitro      | István Kovács      |
| Quinto árbitro      | Ovidiu Artene      |
| VAR                 | Marco Fritz        |
| Adicionales VAR     | Tomasz Kwiatkowski |
| Adicionales VAR     | Rafael Foltyn      |
| Adicionales VAR     | Benoît Millot      |
| Adicionales VAR     | Jan Seidel         |

| \| Estadísticas \| \| \| \| Tiros \| 11 \| 16 \| \| Tiros a puerta \| 4 \| 3 \| \| Faltas \| 7 \| 9 \| \| Saques de esquina \| 2 \| 4 \| \| Penaltis \| 0 \| 0 \| \| Fueras de juego \| 4 \| 0 \| \| Posesión de balón \| 48% \| 52% \| | Alineación inicial |                    |
| Estadísticas | Bandera de Croacia | Bandera de Bélgica |
| Tiros | 11                 | 16                 |
| Tiros a puerta | 4                  | 3                  |
| Faltas | 7                  | 9                  |
| Saques de esquina | 2                  | 4                  |
| Penaltis | 0                  | 0                  |
| Fueras de juego | 4                  | 0                  |
| Posesión de balón | 48%                | 52%                |

## Estadísticas

### Participación de jugadores
| N.° | Pos        | Jugador          | PJ | Minutos jugados | Goles recibidos | Atajos | Tarjetas amarillas | Doble tarjeta amarilla y roja | Tarjetas rojas |
| --- | ---------- | ---------------- | -- | --------------- | --------------- | ------ | ------------------ | ----------------------------- | -------------- |
| 1   | Guardameta | Thibaut Courtois | 3  | 270             | 2               | 9      | 0                  | 0                             | 0              |
| 12  | Guardameta | Simon Mignolet   | 0  | 0               | 0               | 0      | 0                  | 0                             | 0              |
| 13  | Guardameta | Koen Casteels    | 0  | 0               | 0               | 0      | 0                  | 0                             | 0              |

| N.° | Pos            | Jugador              | PJ | Minutos jugados | Goles | Asistencias | Tarjetas Amarillas | Doble tarjeta amarilla y roja | Tarjetas rojas |
| --- | -------------- | -------------------- | -- | --------------- | ----- | ----------- | ------------------ | ----------------------------- | -------------- |
| 2   | Defensa        | Toby Alderweireld    | 3  | 270             | 0     | 1           | 0                  | 0                             | 0              |
| 3   | Defensa        | Arthur Theate        | 0  | 0               | 0     | 0           | 0                  | 0                             | 0              |
| 4   | Defensa        | Wout Faes            | 0  | 0               | 0     | 0           | 0                  | 0                             | 0              |
| 5   | Defensa        | Jan Vertonghen       | 3  | 270             | 0     | 0           | 0                  | 0                             | 0              |
| 6   | Centrocampista | Axel Witsel          | 3  | 270             | 0     | 0           | 0                  | 0                             | 0              |
| 7   | Centrocampista | Kevin De Bruyne      | 3  | 270             | 0     | 0           | 0                  | 0                             | 0              |
| 8   | Centrocampista | Youri Tielemans      | 3  | 94              | 0     | 0           | 0                  | 0                             | 0              |
| 9   | Delantero      | Romelu Lukaku        | 2  | 53              | 0     | 0           | 0                  | 0                             | 0              |
| 10  | Delantero      | Eden Hazard          | 3  | 122             | 0     | 0           | 0                  | 0                             | 0              |
| 11  | Delantero      | Yannick Carrasco     | 2  | 118             | 0     | 0           | 1                  | 0                             | 0              |
| 14  | Delantero      | Dries Mertens        | 2  | 76              | 0     | 0           | 0                  | 0                             | 0              |
| 15  | Defensa        | Thomas Meunier       | 3  | 212             | 0     | 0           | 1                  | 0                             | 0              |
| 16  | Centrocampista | Thorgan Hazard       | 2  | 106             | 0     | 0           | 0                  | 0                             | 0              |
| 17  | Delantero      | Leandro Trossard     | 3  | 102             | 0     | 0           | 0                  | 0                             | 0              |
| 18  | Centrocampista | Amadou Onana         | 2  | 104             | 0     | 0           | 2                  | 0                             | 0              |
| 19  | Defensa        | Leander Dendoncker   | 2  | 162             | 0     | 0           | 1                  | 0                             | 0              |
| 20  | Centrocampista | Hans Vanaken         | 0  | 0               | 0     | 0           | 0                  | 0                             | 0              |
| 21  | Centrocampista | Timothy Castagne     | 3  | 270             | 0     | 0           | 0                  | 0                             | 0              |
| 22  | Delantero      | Charles De Ketelaere | 1  | 15              | 0     | 0           | 0                  | 0                             | 0              |
| 23  | Delantero      | Michy Batshuayi      | 2  | 153             | 1     | 0           | 0                  | 0                             | 0              |
| 24  | Delantero      | Loïs Openda          | 1  | 12              | 0     | 0           | 0                  | 0                             | 0              |
| 25  | Delantero      | Jérémy Doku          | 1  | 18              | 0     | 0           | 0                  | 0                             | 0              |
| 26  | Defensa        | Zeno Debast          | 0  | 0               | 0     | 0           | 0                  | 0                             | 0              |

### Goleadores
| N.°   | Jugador         | Anotado | PJ | Prom. | Jugada | Cabeza | TL | Penal |
| ----- | --------------- | ------- | -- | ----- | ------ | ------ | -- | ----- |
| 1     | Michy Batshuayi | 1       | 2  | 0.5   | 1      | 0      | 0  | 0     |
| Total | Total           | 1       | 3  | 0.33  | 1      | 0      | 0  | 0     |

### Asistencias
| N.°   | Jugador           | Asistencia | Jugada | Cabeza | TL | SdE |
| ----- | ----------------- | ---------- | ------ | ------ | -- | --- |
| 1     | Toby Alderweireld | 1          | 1      | 0      | 0  | 0   |
| Total | Total             | 1          | 1      | 0      | 0  | 0   |

### Tarjetas disciplinarias
| N.°   | Jugador            | Amonestado | Otorgado · Expulsado | Expulsado | Sanción                               |
| ----- | ------------------ | ---------- | -------------------- | --------- | ------------------------------------- |
| 1     | Amadou Onana       | 2          | 0                    | 0         | Un partido (Fase de grupos - Fecha 3) |
| 2     | Yannick Carrasco   | 1          | 0                    | 0         |                                       |
| 3     | Thomas Meunier     | 1          | 0                    | 0         |                                       |
| 4     | Leander Dendoncker | 1          | 0                    | 0         |                                       |
| Total | Total              | 5          | 0                    | 0         |                                       |